# 横川隆一
横川 隆一（よこがわ りゅういち、1943年 - ）は、日本の建築家。

## 経歴
東京・三鷹生まれ。1968年、京都工芸繊維大学工芸学部建築工芸学科卒業。
- 同年、日建設計に入社、2000年まで在職。
- その後、京都工芸繊維大学、同大学院、立命館大学、大阪芸術大学で教鞭を執る。
- 2015年3月を以て、建築活動を終了する。

## 建築
- 別子銅山記念館
- 大阪市立東洋陶磁美術館
- ホテルニューオータニ大阪
- ホテルニューオータニ幕張
- 頼山陽史跡資料館
- 大阪国際交流センター
- スイスホテル南海大阪
- けいはんなプラザ
- 滋賀県立琵琶湖博物館
- 宇治市源氏物語ミュージアム
- 西鉄・ソラリアターミナルビル（西鉄福岡駅ビル）